# Limitanei
I limitanei o ripariani (riparienses) erano unità militari di confine dell'esercito romano nel tardo Impero romano. Erano truppe armate alla leggera che avevano il compito di tenere a bada i barbari invasori in attesa dell'arrivo delle truppe pesanti, cioè i comitatensi.

## Storia
Le disfatte militari del III secolo portarono alla riforma dapprima dioclezianea e poi costantiniana dell'esercito romano, volte a rinforzare le frontiere tramite la creazione di una frontiera fortificata. A tal fine i reggimenti romani vengono suddivisi in reggimenti di comitatenses, appartenenti all'esercito centrale, e in reggimenti di limitanei, a difesa delle fortezze di frontiera.
I limitanei sono menzionati per la prima volta nella legge del 325, contenuta nel Codice teodosiano, come riparienses, in contrapposizione alle forze mobili dei comitatensi.
La loro funzione fu molto importante nelle fasi finali dell'Impero. Secondo gli storici del VI secolo Giovanni Malala e Zosimo le riforme militari iniziarono nel tardo III secolo ad opera dell'imperatore Diocleziano; in particolare Giovanni Malala scrisse che «Diocleziano eresse delle fortezze sul limes, dall'Egitto fino alle frontiere persiane, e vi insediò dei soldati limitanei». Ma fu con Costantino I che le riforme presero davvero forma e fecero vedere i loro effetti.
Il primo riferimento scritto ai limitanei come categoria distinta di truppe è in una legge romana del 363 (Codice Teodosiano, XIII,1.56, dove, ad essere precisi, si parla di limitanea militia). La creazione dei limitanei sembra contemporanea a quella dei comitatensi. La qualità di queste truppe leggere andò però rapidamente declinando a causa delle condizioni di povertà in cui vivevano lungo la frontiera, a differenza dei comitatensi che vivevano nelle città in ottime condizioni.

## Struttura
L'esercito posto "lungo le frontiere" (limes), era costituito anche da unità di Riparienses (poste a protezione delle frontiere fluviali di Reno, Danubio ed Eufrate). Si trattava si unità "fisse" di frontiera aventi compiti principalmente difensivi e costituenti il primo ostacolo contro le invasioni esterne. Erano poste solitamente sotto il comando di un dux limitis o di un praepositus limitis. Queste unità erano a loro volta suddivise, ordine di importanza gerarchica in:
1. legiones limitaneae, ovvero la fanteria pesante dell'esercito stabile lungo le frontiere (formate da 1 200[7] fino a 5 000 armati ciascuna; normalmente quelle in Occidente erano di consistenza inferiore, rispetto a quelle della parte orientale);
2. Auxilia (o auxiliares o auxilium), di difficile interpretazione allo stato attuale delle conoscenze, ma comunque di dimensioni e qualità inferiori rispetto alle legiones di limitanei;
3. Milites o Numeri, i primi rappresentavano forse dei distaccamenti di altre unità, mentre i secondi, erano unità di dimensioni sempre più ridotte e di formazione "indigena";
4. Equites e Cunei, erano invece reparti di cavalleria limitanea;
5. Alae e Cohortes erano forse i residui di vecchie unità alto-imperiali.

## Funzione
I limitanei (noti anche come milites castellani, castriciani o riparienses castriciani in caso di stanziamento presso un fiume) erano i soldati posti a difesa delle frontiere (limes). Una legge di Giustiniano I volta a ricostituire reggimenti di limitanei nell'appena riconquistata Africa, li definiva dei soldati «che possono difendere i castelli e le città del confine e coltivare le terre». I limitanei, in genere, si occupavano anche di sorvegliare la frontiera in modo da impedire il contrabbando.
Secondo la visione tradizionale, i Comitatenses erano soldati regolari, mentre i limitanei erano una sorta di milizia di soldati-contadini che coltivavano le terre loro concesse dal governo e che nel tempo libero sorvegliavano la frontiera. Le leggi del IV secolo contenute nel Codice Teodosiano, in realtà, non sembrerebbero confermare questa tesi. È da tenere presente che l'assegnazione di terre da coltivare ai limitanei è attestata solo nella parte orientale e solo a partire dal V secolo, mentre non vi è evidenza che anche nella parte occidentale i limitanei ricevessero tali terre dallo stato. Contro la tesi che i limitanei già nel IV secolo disponessero di terre da coltivare, andrebbe fatto notare che le leggi attestano che il governo romano approvvigionava di annona i limitanei per tutto l'anno fino al 364, e successivamente per nove mesi all'anno fino agli inizi del V secolo; ciò implica che i limitanei non fossero autosufficienti dal punto di vista alimentare, come invece sarebbe successo se effettivamente fossero stati soldati-contadini già nel IV secolo.
Nelle fonti del V e del VI secolo risulta che i limitanei coltivassero terreni concessi dallo stato e in genere esenti da tasse. Per lungo tempo si era ritenuto che la concessione di terreni da coltivare alle truppe di frontiera risalisse addirittura all'Imperatore Alessandro Severo (222-235), sulla base di un passo della Historia Augusta; in seguito, però, la Historia Augusta ha perso credibilità agli occhi degli studiosi in quanto si è scoperto essere un falso storico, e si preferisce dare rilevanza alle altre fonti, che attestano la concessione di terre da coltivare ai limitanei solo a partire dal V secolo.
La concessione di terre ai limitanei deriva dalla tradizione di distribuire terre ai veterani. Come attestano numerose leggi, ai veterani venivano distribuite terre vacanti o incolte: una legge del 325 attesta che ai veterani erano assegnate «terre vacanti» da tenere «in perpetuo con piena immunità» (Codice Teodosiano, VII,20.3), mentre un'altra legge del 364 attesta che ai veterani erano assegnate anche «terre incolte, lasciate dai loro proprietari e piene di rovi a causa del prolungato abbandono» (Codice Teodosiano, VII,20.8 e VII,20.11). Secondo l'anonimo autore del De rebus bellicis (IV secolo), i veterani ricevevano terre lungo la frontiera «per arare quei luoghi che prima avranno difeso». Anche se l'ultima legge sul reclutamento dei figli dei veterani risale al 398, nel V secolo sembra che molti di quanti entravano nei limitanei ereditavano questa professione dai padri; non vi erano, tuttavia, leggi che impedivano ai figli di limitanei di essere promossi nell'esercito mobile o altri ranghi più onorevoli. A partire dal regno di Anastasio I uno dei requisiti richiesti alle reclute per essere arruolati nei limitanei era essere figli di soldati. Poiché il lavoro di soldato era ereditario e i figli ereditavano dai padri veterani anche le terre assegnate dallo stato, nel giro di tre o quattro generazioni gran parte dei limitanei divennero possessori di terre.
In genere queste terre vacanti o incolte assegnate ai limitanei, e perciò denominate agri limitanei, erano esenti da tasse, come ribadisce peraltro la novella 24 di Teodosio II (443), che tra l'altro impose ai civili che si erano impossessati di terre esenti da tasse di restituire le suddette terre ai limitanei. In Egitto, tuttavia, le terre possedute dai limitanei non erano affatto esenti da tasse; questo perché, mentre in altre regioni di frontiera vi era disponibilità di terre vacanti, e quindi esenti da tasse, da assegnare alle truppe, in Egitto non vi erano terre abbandonate, a causa del suo suolo molto fertile.
Alcune leggi, datate 386, 415, 439 e 441, attestano la presenza nella diocesi d'Oriente, e in particolare in Mesopotamia, Osroene e in Armenia, di terre denominate fundi limitotrophi, la cui alienazione era vietata: tali terre avevano la funzione di approvvigionare gli eserciti di frontiera. Se tali terre fossero o meno possedute dai limitanei è tuttavia controverso: per il Jones, in ogni caso, non si trattava di terre coltivate dai limitanei. Una legge del 409 attesta che nella diocesi d'Africa alcune terre erano state concesse in proprietà a gentiles, barbari (probabilmente Mauri) a cui era stata affidata la difesa del limes africano in cambio di terre da coltivare lungo il limes. La legge attesta che quelle terre potevano essere concesse solo ai Barbari, o, in alternativa, ai veterani. I gentiles erano posti sotto il comando di praepositi limitum romani o dei loro subordinati (come praefecti, tribuni e decuriones). Agostino narra che molti di questi gentiles si erano convertiti al Cristianesimo. Questo sistema di difesa sembra fosse in rigore già nel corso del III secolo, a giudicare da un'iscrizione di metà III secolo che attesta la presenza già a quell'epoca di praepositi limitum in Tripolitania. Anche in Cirenaica, in Pannonia I e in Rezia furono assegnate terre da coltivare a barbari sotto il comando di ufficiali romani, che tuttavia, come nel caso dei gentiles in Africa, devono essere distinti dai limitanei. Una legge del 398 attesta la presenza in Spagna di burgarii, soldati occupati in postazioni di guardia e legati ereditariamente al lavoro; se questi burgarii siano da identificare con i limitanei è tuttavia controverso.
Solo a partire dal V secolo vi è evidenza che i limitanei possedessero e coltivassero terre. Una legge del 443 proibiva l'alienazione in favore di estranei delle terre di frontiera (agri limitanei) destinate esclusivamente ai limitanei milites, ed esortava i duces frontalieri ad addestrare quotidianamente le loro truppe e a completare i ranghi delle loro unità con nuove leve. I limitanei, anche una volta diventati possessori di terre, avrebbero comunque continuato a ricevere la propria paga in denaro anche se con una detrazione di un dodicesimo, come conferma la già citata legge del 443 sugli agri limitanei. La paga ricevuta dai limitanei era tuttavia alquanto bassa, a giudicare da una legge del 438 che descrive le difficoltà dei limitanei «che a stento respingono le miserie della fame con la loro magra paga».
In alcuni casi alcuni reggimenti di limitanei venivano aggregati all'esercito mobile ricevendo la qualifica di pseudocomitatenses. Poteva accadere altresì il contrario, ovvero che alcuni reggimenti comitatenses potessero prendere residenza fissa in una città, perdendo quindi la loro mobilità. Tra gli esempi di reggimenti dell'esercito mobile diventati sedentari si possono citare i Ballistarii di stanza a Cherson, che, nonostante fosse in origine un'unità di comitatenses, venne descritta da fonti successive come una guarnigione autoctona posta a difesa della città. Preso atto della tendenza da parte dei reggimenti dell'esercito mobile a sedentarizzarsi, l'Imperatore Anastasio I, nel tentativo di migliorare il sistema di difesa del limes (che presentava falle), promulgò una legge che poneva queste unità dell'esercito mobile diventate di fatto sedentarie sotto il comando dei duces (Codice Giustinianeo, XII,35.18).

## Efficienza
A lungo andare questa riforma fece sì che gli unici reggimenti adeguati per un'azione efficace contro il nemico fossero i comitatenses, che però avevano sede distante dalle frontiere e spesso intervenivano tardivamente in caso di invasione, mentre i limitanei, peggio addestrati e mal pagati rispetto ai comitatenses, andavano in forte difficoltà contro il nemico.
Le fonti attestano un declino nell'efficienza dei limitanei, che, rispetto ai comitatenses, erano considerati soldati di seconda categoria, non erano adeguatamente addestrati e pagati, e spesso svolgevano persino una seconda attività, come ad esempio quella di barcaiolo. Prove del declino dei limitanei sono le lettere di Sinesio che in un'occasione, intorno al 412, si lamentò del trasferimento dell'unità di mercenari barbari degli Unnigardi nei limitanei, definendo i limitanei di «rango meno onorevole» rispetto ai Comitatenses, e affermando che, una volta diventati limitanei, gli Unnigardi, «privati dei loro donativi imperiali, risulteranno inutili a loro stessi e a noi, venendo privati del ristoro dei cavalli e di un equipaggiamento militare adeguato a truppe combattenti». Già una legge del 372 implicava che venivano reclutati nei limitanei (o nei ripenses) coloro che non erano considerati idonei per servire nei Comitatenses (Codice Teodosiano, VII,22,8). Una legge di Teodosio II del 428 che escludeva i Manichei da tutte le cariche pubbliche eccetto nella difesa delle fortezze illustra quanto fosse caduta in basso la considerazione che il governo centrale teneva nei confronti dei limitanei.
Le condizioni di vita dei limitanei erano pessime, come attestato dalle leggi e dalle fonti romane dell'epoca. La novella 4 dell'Imperatore Teodosio II, datata 438, descrive i limitanei come né civili né veri soldati, che «nelle solitudini più remote e miseramente remunerati, combattono con fatica e difficoltà la fame e la miseria». Non di rado i limitanei lamentavano ritardi nel versamento del soldo; a partire dal V secolo, molti limitanei venivano retribuiti dallo stato ricevendo terre da coltivare (agri limitanei) e da cui ricavare il proprio sostentamento. Ai ritardi nella paga si aggiunse il comportamento di alcuni duces frontalieri, che intascavano per sé la paga destinata ai limitanei: Sinesio di Cirene, in una lettera datata 405 (Epistola 140), descrive l'operato del dux di Cirenaica, che estorse del soldo i milites limitanei a lui sottoposti, concedendo loro in cambio «esenzioni dal servizio e dalla disciplina, permettendo loro di andarsene dove possano trovare di che vivere». L'Imperatore Anastasio I tentò di porre fine ai ritardi nella paga tramite una nuova riforma fiscale, ma nonostante ciò il problema si ripresentò più grave di prima sotto il regno di Giustiniano I.
Nei fatti, il sistema di difesa della frontiera (limes) ad opera dei limitanei si provò molto fragile: in caso di mancato intervento dell'esercito mobile, infatti, i limitanei si trovavano spesso impotenti, perché poco efficienti e in inferiorità numerica, a respingere un forte esercito nemico. I limitanei a difesa del Reno non riuscirono ad impedire per esempio l'attraversamento del Reno, avvenuto il 31 dicembre 406, ad opera di Vandali, Alani e Svevi; il Reno all'epoca era sguarnito di truppe perché Stilicone aveva richiamato molte delle legioni della Gallia e della Britannia a difesa dell'Italia invasa da Alarico, e questo sicuramente agevolò l'invasione, ma probabilmente, nemmeno al massimo della loro potenza, le guarnigioni galliche, e persino l'esercito di campo, sarebbero riusciti ad arrestare un'incursione di tale portata. Le devastazioni conseguenti, sia da parte degli invasori del Reno che da parte dei Visigoti di Alarico, generarono negli anni successivi numerose perdite nell'esercito di campo occidentale, a cui si aggiunse un considerevole crollo del gettito fiscale.
La conseguenza del crollo del gettito fiscale fu che, anche a causa delle difficoltà nel reclutamento, non fu possibile porre rimedio alle perdite subite nel frattempo sia dagli eserciti mobili che dalle guarnigioni di frontiera. La Notitia Dignitatum attesta che in Occidente, intorno al 420-425, molti reggimenti di limitanei vennero spostati nei Comitatenses nel tentativo di colmare le perdite subite nell'esercito di campo, e questa strategia cagionò non solo un indebolimento dell'esercito di campo, in quanto i limitanei promossi nei Comitatenses rimanevano comunque truppe non adeguatamente addestrate e abili, ma anche uno sguarnimento delle frontiere, poiché i reggimenti promossi non furono sostituiti da nuovi reggimenti di limitanei. L'esercito mobile in Africa, intorno al 420, era costituito da ben 30 reggimenti di limitanei promossi a comitatenses, mentre erano solo 6 le unità comitatenses propriamente dette. Con tali presupposti, un esercito di campo così indebolito, e costituito quasi esclusivamente da limitanei promossi a comitatenses, non poté opporsi alla conquista vandalica dell'Africa, che a sua volta portò a un ulteriore crollo del gettito fiscale e a un conseguente ulteriore indebolimento dell'esercito.
A causa del crollo del gettito fiscale, nel corso del V secolo si verificò una graduale disgregazione dell'esercito romano posto a difesa del Norico. Testimonianze di questo processo sono la Notitia Dignitatum e la vita agiografica di san Severino. Se infatti, all'inizio del V secolo, la provincia del Norico era difesa da due legioni (Legio II Italica e Legio I Noricorum) nonché da tre coorti di fanteria, quattro unità di cavalleria ordinaria e da due di arcieri a cavallo (in totale 10 000 uomini), già nel 420 la Notitia mostra che all'epoca del generale Costanzo vennero spostati nell'esercito campale d'Illirico due reggimenti di lancieri in precedenza poste in difesa del limes del Norico. Molto probabilmente l'ulteriore calo di gettito fiscale dell'Impero dovuto alla perdita dell'Africa costrinse Ezio a ritirare altre truppe dal Norico. La vita di San Severino, opera agiografica composta da Eugippio intorno al 510, riporta intorno al 460 solo due unità a difesa del Norico, a Favianis e a Batavis, anche se Eugippio potrebbe aver esagerato lo scarso numero di guarnigioni poste a difesa del Norico perché un consistente esercito romano avrebbe offuscato l'importanza del santo nella lotta contro i barbari. La Vita di San Severino riporta come a causa del calo del gettito fiscale dell'Impero le truppe del Norico ricevettero la loro paga sempre più irregolarmente, fino a quando la paga cessò del tutto e le truppe sbandarono:
(Vita di San Severino, riportato in Heather, p. 495.)
La Vita riporta che la guarnigione di Batavis, non ricevendo più la paga, decise di recarsi in Italia per sollecitare l'ultimo pagamento, ma durante il tragitto venne annientata dai barbari. Sempre la Vita narra che la guarnigione di Favianis, a causa della carenza di uomini e di equipaggiamento, si ritrovò impotente contro i predoni barbari. Comunque sia, anche se alla fine le truppe sbandarono (Heather ipotizza tra il 460 e il 470, probabilmente dopo la spedizione contro i Vandali del 468) e l'esercito romano del Norico si dissolse, gli ex soldati dell'esercito romano, dovendo comunque difendere le loro famiglie, continuarono a difendere le loro città dai barbari formando nuove milizie cittadine che presero il posto delle vecchie guarnigioni romane. Privi del soldo e di sufficiente addestramento, e messi sempre più in difficoltà di fronte alle sempre più frequenti incursioni nemiche, le guarnigioni di Batavis e di Favianis continuarono comunque a difendere finché poterono le loro fortezze dagli assalti nemici, in particolare da parte di Alemanni, Eruli, Ostrogoti e Rugi, ma non poterono impedire che parte della popolazione romana venisse deportata al di là del Danubio e alla fine furono costretti a diventare tributari dei Rugi. Fu anche a causa dell'inadeguatezza del sistema difensivo che, nel corso del V secolo, la parte occidentale dell'Impero finì in mano ai Barbari.
Nel VI secolo, all'epoca di Giustiniano, la situazione non migliorò. I limitanei in Africa, per esempio, secondo Procopio, finirono per essere massacrati dai ribelli e dalle tribù di Mauri. In Oriente, invece, furono impotenti di fronte alle incursioni di saccheggio condotte dal Re dei Re sasanide Cosroe I. La fragilità delle frontiere, secondo Zosimo, esisteva fin dai tempi di Costantino I:
(Zosimo, Storia nuova, II, 34.2.)
Nel 545, dopo la tregua con la Persia, i limitanei a difesa del limes orientale, da tempo senza ricevere il loro soldo, finirono addirittura per essere congedati, come narra Procopio:
(Procopio di Cesarea, Storia segreta, 24.)
Se il limes orientale dopo la metà del VI secolo scompare malgrado la sopravvivenza di alcune guarnigioni di frontiera, sul Danubio il declino del limes fu meno marcato. Malgrado tutto, anche lì, i limitanei si trovarono in grosse difficoltà contro gli invasori Slavi e Avari. In Italia, sembra che, sotto il generale Narsete, furono costituiti quattro ducati di frontiera sulle Alpi, ognuno difeso da limitanei, ma anche in quel caso le difese si provarono fragili e i Longobardi poterono impossessarsi di gran parte dell'Italia senza trovare quasi nessuna resistenza.

## Unità dilimitaneiall'epoca dellaNotitia Dignitatum
Secondo la Notitia Dignitatum (inizi V secolo), nelle province dell'Impero romano d'Oriente erano stazionate 336 guarnigioni di frontiera (reggimenti di limitanei), così suddivisi:
- 104 a difesa delle quattro province lungo il Danubio (Mesia I, Mesia II, Dacia Ripuaria, Scizia), minacciate soprattutto da popoli come Goti (IV secolo), Unni (V secolo), Slavi e Avari (VI secolo).
- 62 a difesa delle province sulla frontiera con la Persia, ovvero Armenia, Mesopotamia e Osroene.
- 95 a difesa delle province siriane (Siria, Fenicia, Arabia e Palestina) esposte soprattutto ai saccheggi e alle scorrerie dei Lakhmidi, una tribù araba vassalla e alleata dei Persiani.
- 75 unità a difesa delle province di Egitto e Tebaide, minacciate dalle incursioni dei Blemmi.

## Fine deilimitanei
Secondo una teoria di Georg Ostrogorsky, nel VII secolo, in seguito alle invasioni dapprima persiane e poi arabe delle province orientali dell'Impero romano d'Oriente (Siria e Egitto), i limitanei bizantini di Siria e Egitto furono costretti a ritirarsi in Asia Minore, dove insieme ai corpi scelti, andarono a formare i primi "temi" (dal greco thema, cioè "esercito"), cioè eserciti permanenti formati da soldati locali che in cambio delle loro prestazioni militari ricevevano dei terreni da coltivare. Poiché il comandante supremo del thema (lo strategos) era anche il governatore della provincia in cui era stanziato l'esercito, il termine thema assunse in seguito anche il significato di provincia. Il sistema dei temi si diffuse poi nelle altre province dell'impero, provocando grandi cambiamenti sia nell'amministrazione provinciale (vennero abolite prefetture e diocesi) che nell'organizzazione dell'esercito. Con la riforma dei temi, attribuita in passato all'Imperatore Eraclio (610-641), si ebbe quindi la scomparsa del sistema romano del limes e dunque anche dei limitanei, che divennero stratioti.
In realtà, la teoria di Ostrogorsky è stata rigettata da diversi studiosi moderni. Secondo Jean-Claude Cheynet, i temi «non sono dunque il frutto di una riforma che potrebbe essere accreditata a un imperatore preciso,...né, d'altro canto, costituiscono la prosecuzione dei limitanei del Basso Impero..., dal momento che i limitanei erano scomparsi anche prima delle trasformazioni della seconda metà del VII secolo». Secondo lo studioso, la riforma dei temi avvenne in modo molto graduale e non fu dovuta a una particolare riforma: dapprima i temi erano semplicemente gli antichi eserciti di campo (comitatenses) dell'Impero ritiratesi in Anatolia in seguito alle conquiste islamiche, anche se le zone da dove ogni tema reclutava le truppe presero progressivamente il nome dall'esercito ivi stanziato; le vecchie province della Tarda Antichità continuarono ad esistere in ambito civile all'interno dei temi fino al IX secolo, quando il tema territoriale divenne l'unico riferimento amministrativo. Né è dimostrato, come hanno congetturato in passato storici come Ostrogorsky e Treadgold, che gli stratioti ricevessero fin dal VII secolo terreni da coltivare dallo stato, dato che l'esistenza di queste terre "stratiotiche" comincia ad essere attestato nelle fonti solo a partire dal X secolo circa.